# Finley (Dakota del Norte)
Finley es una ciudad ubicada en el condado de Steele en el estado estadounidense de Dakota del Norte. En el censo de 2010 tenía una población de 445 habitantes y una densidad poblacional de 49,5 personas por km².

## Geografía
Finley se encuentra ubicada en las coordenadas 47°30′45″N 97°50′14″O / 47.51250, -97.83722. Según la Oficina del Censo de los Estados Unidos, Finley tiene una superficie total de 8.99 km², de la cual 8.99 km² corresponden a tierra firme y (0%) 0 km² es agua.

## Demografía
Según el censo de 2010, había 445 personas residiendo en Finley. La densidad de población era de 49,5 hab./km². De los 445 habitantes, Finley estaba compuesto por el 95.73% blancos, el 0.22% eran afroamericanos, el 2.25% eran amerindios, el 0% eran asiáticos, el 0% eran isleños del Pacífico, el 0.67% eran de otras razas y el 1.12% pertenecían a dos o más razas. Del total de la población el 0.67% eran hispanos o latinos de cualquier raza.